# Station Kowary Ścięgny
Station Kowary Ścięgny is een spoorwegstation in de Poolse plaats Kowary.